# Dampiera
Dampiera är ett släkte av tvåhjärtbladiga växter. Dampiera ingår i familjen Goodeniaceae.

## Bildgalleri

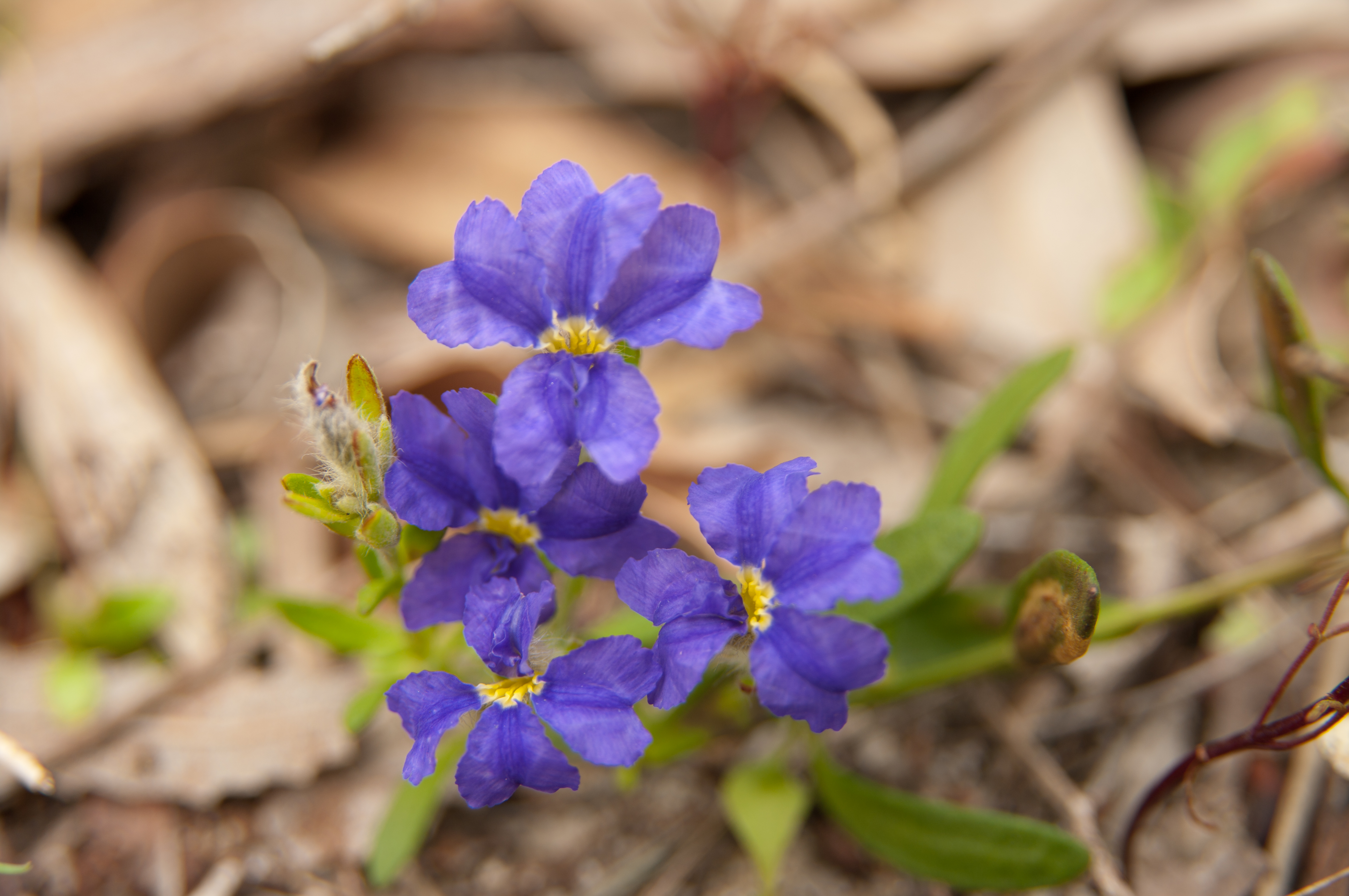

## Dottertaxa tillDampiera, i alfabetisk ordning[1]
- Dampiera adpressa
- Dampiera alata
- Dampiera altissima
- Dampiera angulata
- Dampiera anonyma
- Dampiera atriplicina
- Dampiera candicans
- Dampiera carinata
- Dampiera cauloptera
- Dampiera cinerea
- Dampiera conospermoides
- Dampiera coronata
- Dampiera cuneata
- Dampiera decurrens
- Dampiera deltoidea
- Dampiera dentata
- Dampiera dielsii
- Dampiera discolor
- Dampiera diversifolia
- Dampiera dura
- Dampiera dysantha
- Dampiera epiphylloidea
- Dampiera eriantha
- Dampiera eriocephala
- Dampiera fasciculata
- Dampiera ferruginea
- Dampiera fitzgeraldensis
- Dampiera fusca
- Dampiera galbraithiana
- Dampiera glabrescens
- Dampiera glabriflora
- Dampiera haematotricha
- Dampiera hederacea
- Dampiera heteroptera
- Dampiera incana
- Dampiera juncea
- Dampiera krauseana
- Dampiera lanceolata
- Dampiera latealata
- Dampiera lavandulacea
- Dampiera leptoclada
- Dampiera lindleyi
- Dampiera linearis
- Dampiera loranthifolia
- Dampiera luteifolia
- Dampiera marifolia
- Dampiera metallorum
- Dampiera obliqua
- Dampiera oligophylla
- Dampiera orchardii
- Dampiera parvifolia
- Dampiera pedunculata
- Dampiera plumosa
- Dampiera prostrata
- Dampiera purpurea
- Dampiera ramosa
- Dampiera restiacea
- Dampiera rodwayana
- Dampiera rosmarinifolia
- Dampiera roycei
- Dampiera sacculata
- Dampiera salahae
- Dampiera scaevolina
- Dampiera sericantha
- Dampiera spicigera
- Dampiera stenophylla
- Dampiera stenostachya
- Dampiera stowardii
- Dampiera stricta
- Dampiera subspicata
- Dampiera sylvestris
- Dampiera tenuicaulis
- Dampiera tephrea
- Dampiera teres
- Dampiera tomentosa
- Dampiera trigona
- Dampiera triloba
- Dampiera wellsiana